# Mile Svilar
Mile Svilar (født 27. august 1999) er en serbisk fodboldspiller, der spiller som målmand for den italienske Serie A-klub Roma og det serbiske landshold. Han har tidligere spillet for den belgiske klub RSC Anderlecht og den portugisiske klub Benfica.
Han har spillet en række kampe for Belgiens ungdomslandshold.